# كاني تشاي (مقاطعة ديواندرة)
كاني تشاي (بالفارسية: کانی چای) هي قرية تقع في قسم زرينه الريفي (مقاطعة ديواندرة) في إيران. يقدر عدد سكانها بـ 308 نسمة بحسب إحصاء 2016.